# شهرستان هلو (جورجیا)
شهرستان هلو، جورجیا (به انگلیسی: Peach County, Georgia) یک سکونتگاه مسکونی در ایالات متحده آمریکا است که در جورجیا واقع شده‌است.